# Castres-Gironde
Castres-Gironde é uma comuna francesa na região administrativa da Nova Aquitânia, no departamento da Gironda. Estende-se por uma área de 6,95 km². Em 2010 a comuna tinha 2 411 habitantes (densidade: 346,9 hab./km²).